# Ford Tourneo Connect
Ford Tourneo Connect (укр. Форд Торнео Коннект) - автомобіль для дозвілля, що випускається компанією Ford. Став виготовлятися в 2002 року для ринку Великої Британії. Transit Connect - це фургон, вантажна модифікація Tourneo Connect. Позначивши Tourneo Connect головним чином комерційним автомобілем, Ford передбачав відносно низькі продажі в районі 800-1000 автомобілів в основному службам таксі через їхню приналежність до бізнесу. Тим не менш Ford позиціонує Connect як автомобіль «подвійного призначення», здатний в рівній мірі задовольняти потреби бізнесу і відпочинку. Він становить конкуренцію моделям: Citroën Berlingo, Peugeot Partner, Renault Kangoo, Volkswagen Caddy Tour, Fiat Doblò та Opel / Vauxhall Combo Tour.

## Перше покоління (2002-2013)

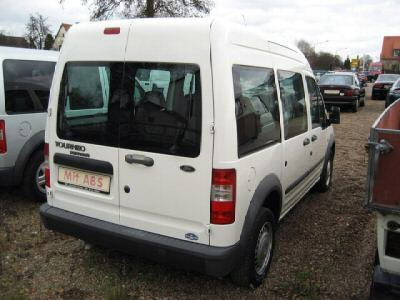
Ford Tourneo Connect

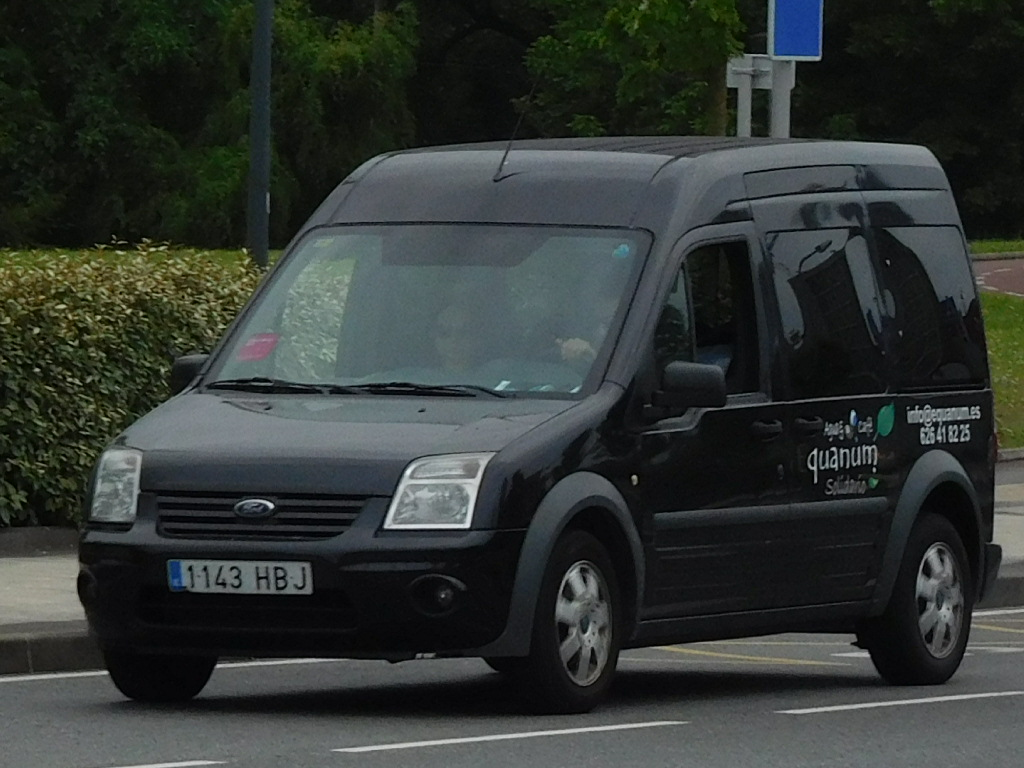
Ford Tourneo Connect (2009-2013)

### Особливості
Коли Connect увійшов в продаж, він був єдиним автомобілем у своєму роді. Задні сидіння зі складною спинкою, розділеної в співвідношенні 60:40 можна зрушувати вперед і назад, складати і знімати повністю. Цим забезпечується конструкція і для зручного розсадження, і для збільшення вантажного простору. Автомобіль може похвалитися подвійними бічними зсувними дверима, задніми відкидними дверима або двома шарнірними, тоді як ні в одного з головних конкурентів такого вибору немає. Дизайн Коннекту підкреслює фордівський ідеал автомобіля подвійного призначення. 

### Електромобілі
У 2009 році на Женевському автосалоні Ford представив концепт електромобіля Ford Tourneo Connect. Він мав  літій-іонний фосфатний акумулятор потужністю 21 кВт, електродвигун з постійним магнітом потужністю 50 кВт і 1-ступеневу трансмісію. Запас ходу становить 160 км, а гранична швидкістю - 110 км / год. Ця технологія електричного акумуляторного автомобіля (BEV) була розроблена у співпраці з Smith Electric Vehicles.

### Двигуни
- 2.0L Duratec I4
- 1.8L TDCi Duratorq I4
- 1.8L TDDi Endura-D I4

## Друге покоління

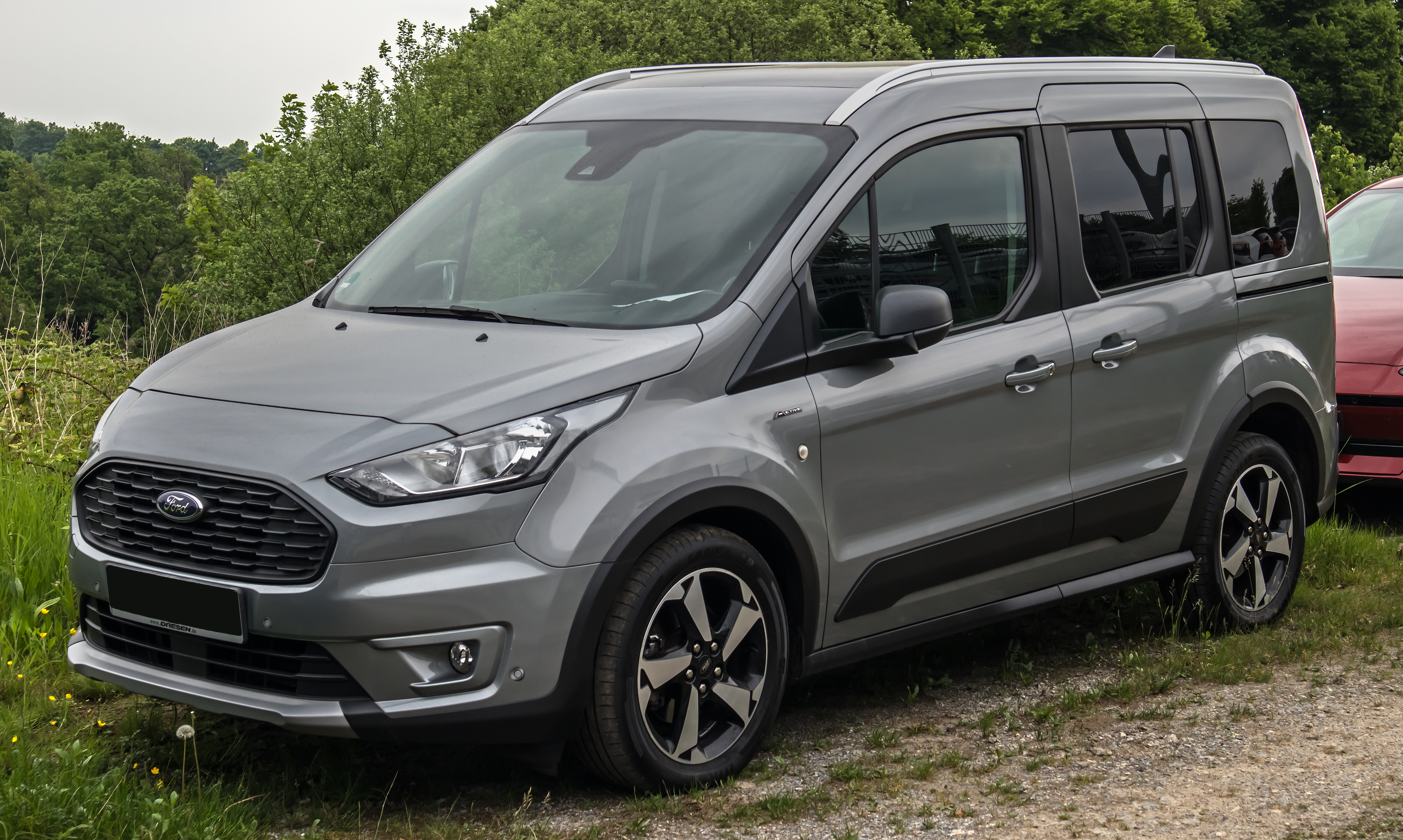
Ford Tourneo Connect Active (II)

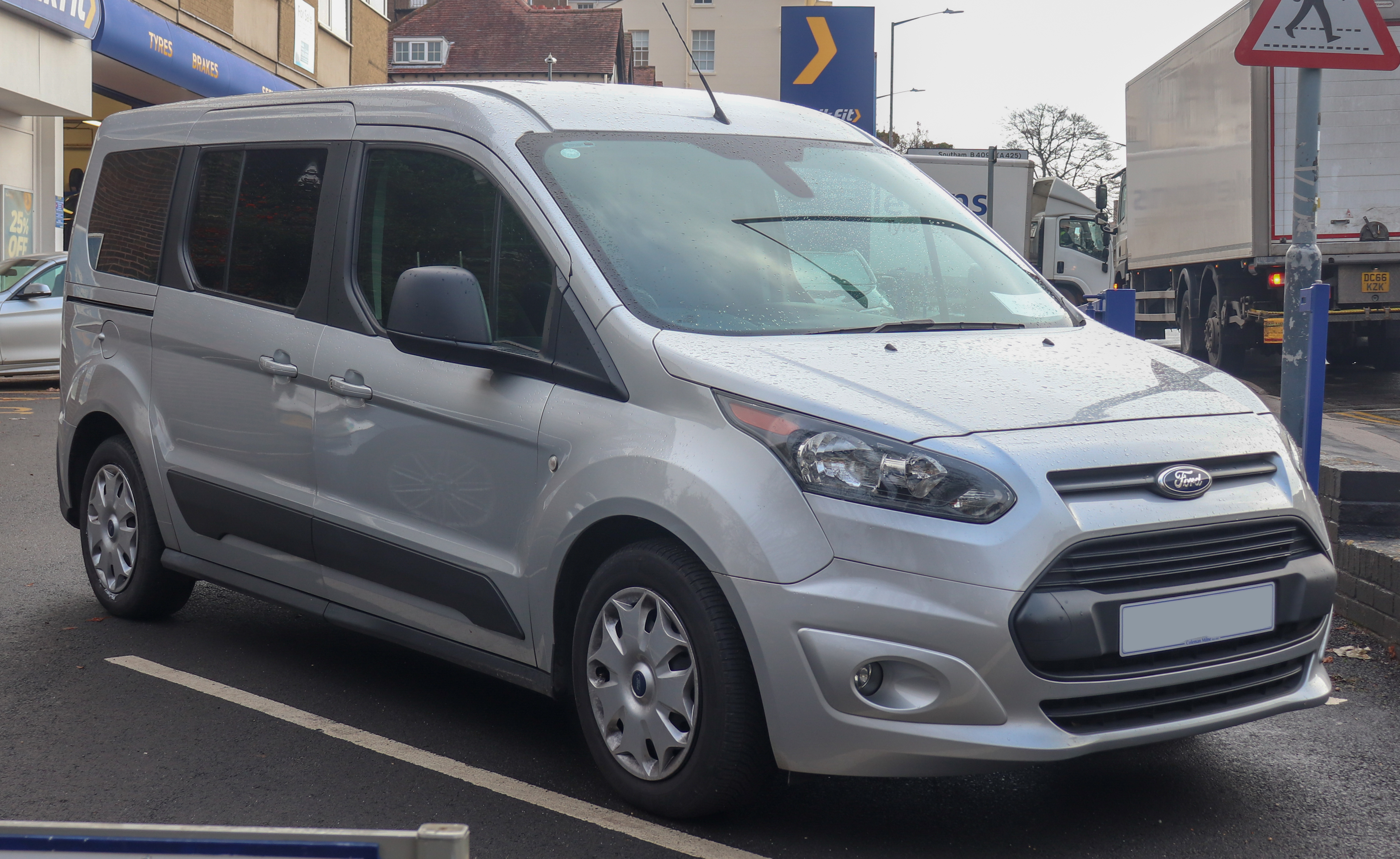
Ford Grand Tourneo Connect

Друге покоління Ford Tourneo Connect офіційно представлене на початку вересня 2012 року в Амстердамі.

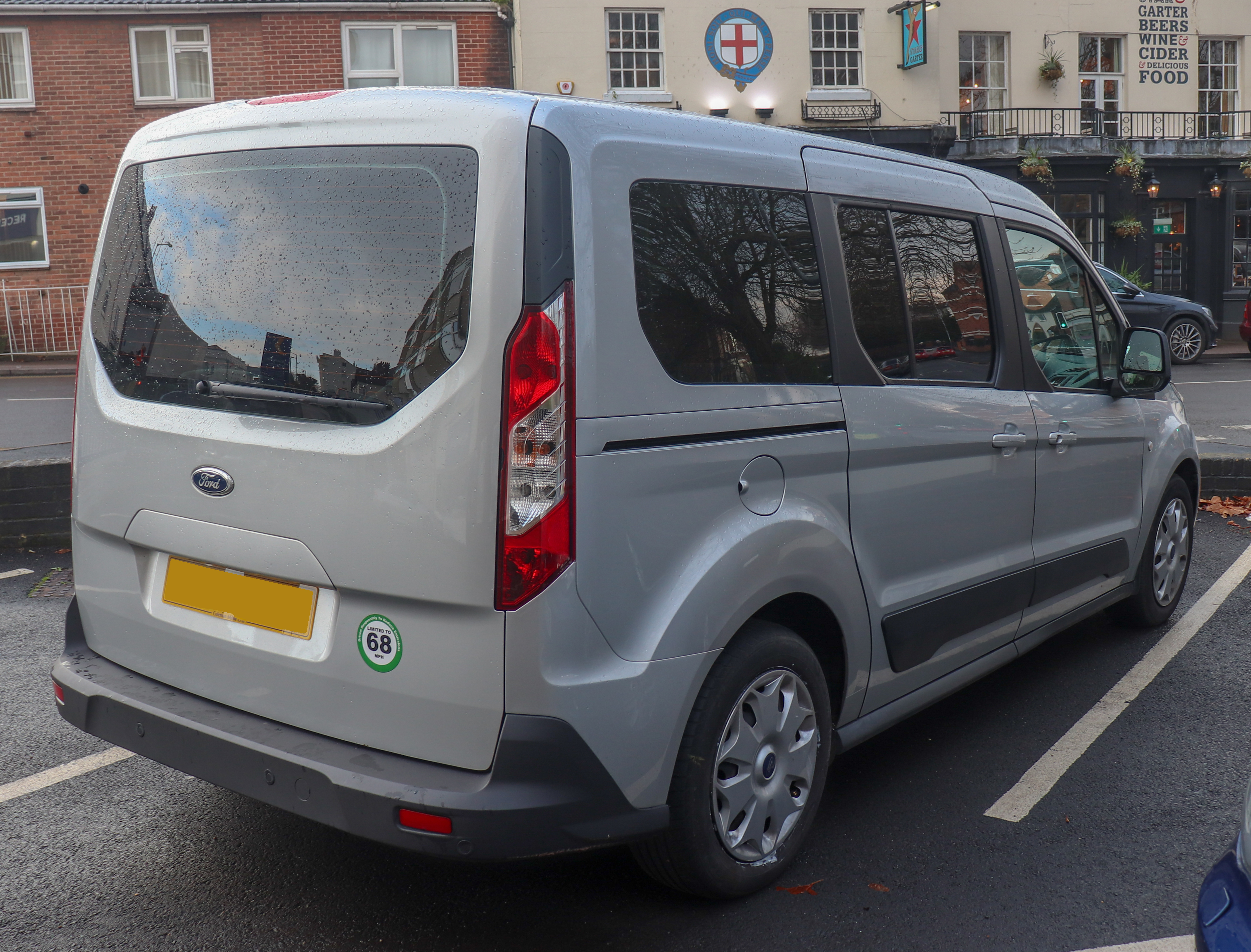
Ford Grand Tourneo Connect

Друге покоління автомобіля отримало менш коробкоподібну форму та більше елементів комфорту. Репутація Ford стосовно створення практичних комерційних транспортних засобів непорушна. У сучасному Tourneo Connect компанії вдалося поєднати найкращі характеристики своїх творінь. Мінівен Tourneo Connect замінив перегородку кузова на задні сидіння та продуманий вантажний простір. Салон Ford Tourneo Connect просторий та світлий. Особливих відчуттів додає панорамний дах, стандартний для моделі Titanium, але і базова модель гарантує просторий та прямолінійний інтер’єр. Приладова панель обшита приємним на дотик та міцним пластиком. Об’єм багажного відділення складає 913 літрів при розкладених сидіннях і 2.410 – при складених. Мінівен доступний у трьох комплектаціях: Style, Zetec та Titanium. Базова модель Style багато не запропонує, але DAB радіо, вікна з електроприводом, USB, Bluetooth сполучення, 16-дюймові сталеві диски коліс та денні ходові вогні у базу увійшли. Модель Zetec постачається з кондиціонуванням повітря, підігрівом лобового скла, литими дисками коліс, вікнами з електроприводом та передніми протитуманними вогнями. Топова модель Titanium оснащена литими дисками коліс. Про безпеку дбають: шість подушок безпеки, контроль стабільності та фіксатори дитячих крісел Isofix на задніх сидіннях. Система попередження зіткнень на низьких швидкостях є стандартною для Titanium та опційною для інших моделей. 

### Двигуни
Бензинові:
- 1.0 L EcoBoost I3
- 1.6 L EcoBoost I4
- 2.0 L Duratec 20 I4
- 2.5 L Duratec 25 I4

Дизельні:
- 1.5 L Duratorq I4 turbo
- 1.5 L EcoBlue I4 turbo

## Третє покоління (з 2021)

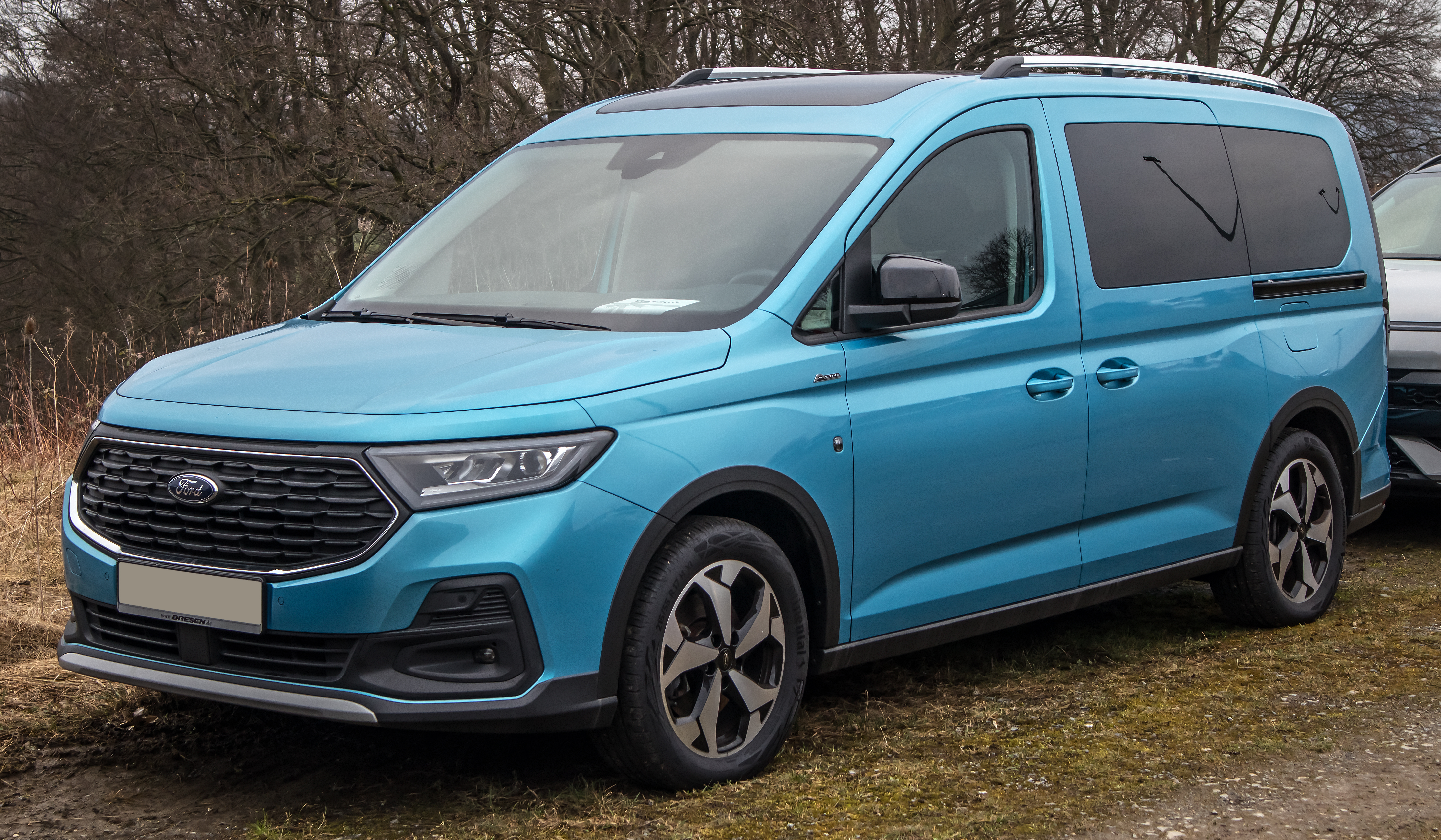
Ford Tourneo Connect Active (III)

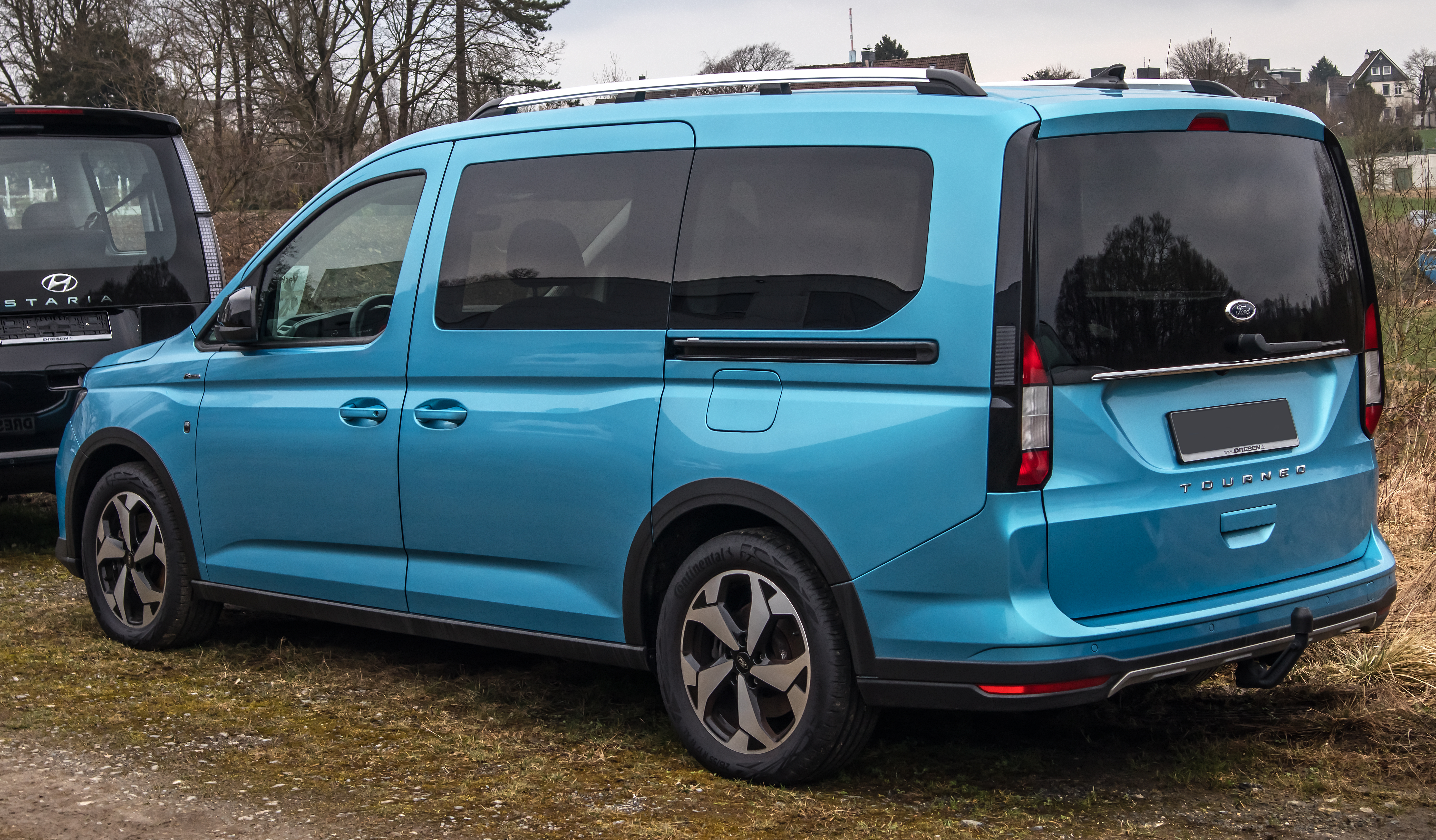

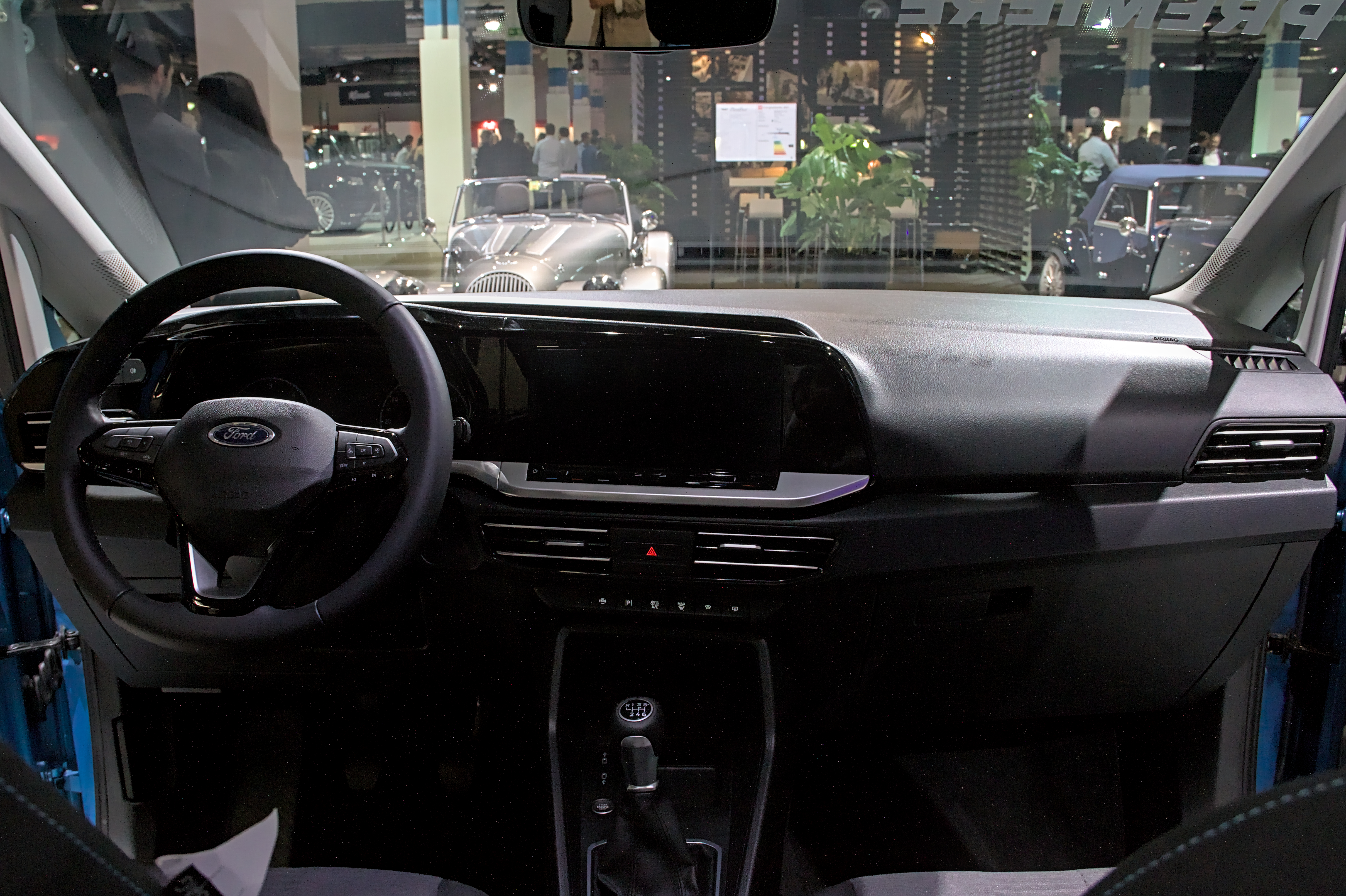

У жовтні 2021 року Ford представив третє покоління серії Tourneo Connect. Його публічна прем'єра відбулася наступного місяця в Auto Zurich. Автомобіль був розроблений спільно з Volkswagen Caddy V після співпраці з Volkswagen, ухваленої в 2019 році, і тому використовує модульну поперечну платформу (MQB evo). Вихід на ринок відбувся в травні 2022 року. Як і у VW, доступні дві версії з колісною базою, кожна з яких пропонує до семи місць. Обсяг завантаження становить максимум 2600 або 3100 літрів. Пасажирське сидіння можна скласти і завантажувати предмети довжиною до 3 м. Розсувні двері в задній частині є стандартними.
Ford запропонований покупцям в виконаннях Trend, Active, Titanium і Sport.
Інформаційно-розважальна система має сенсорний екран діагоналлю від 8,25 до 10 дюймів. Також доступні цифрова панель приладів і до 19 систем допомоги.
Станом на 2022 рік усі двигуни походять від Volkswagen, а також автоматичні трансмісії від VW на основі системи подвійного зчеплення (DSG). Крім 1,5-літрового бензинового двигуна потужністю 114 к.с. пропонується 2,0-літровий дизельний двигун потужністю 102 к.с. або 122 к.с. Усі три варіанти мають 6-ступінчасту механічну коробку передач у стандартній комплектації. Бензиновий двигун і більш потужний дизель також доступні з 7-ступінчастою автоматичною коробкою передач за додаткову плату. Більш потужний дизельний двигун також доступний як повнопривідний варіант.

### Двигуни
- 1.5 л EA211 evo 114 к.с.
- 2.0 л EA288 evo (diesel) 112/122 к.с.